# Франк Менель
Франк Менель (фр. Franck Mesnel, 30 червня 1961, Нейї-сюр-Сен) - колишній французький регбіст. Зазвичай грав на позицій флай-хав або по центру. Після закінчення кар'єри регбіста став спортивним коментатором.

## Спортивні клуби
- 1980-1996 Сен-Жермен-ан-Ле
- 1986-1997 Рейсінг Клаб де Франс

## Спортивна кар'єра
З 7 жовтня 1987 року він розіграв свою першу гру з Французькими Варварами проти Пенарх РФС (фр. Penarth) в Уельсі. Варвари виграли 48 до 13. 22 травня 1988 він знову заграв з Французькими Варварами проти збірної Ірландії в Ла-Рошель. Цей знаменитий матч був ювілейним на честь Жана-П'єра Еліссальда і Варвари виграли його з рахунком 41:26.
11 листопада 1993 року востаннє заграв з Французькими Варварами, щоб грати проти збірної Австралії в Клермон-Феррані. Варвари програли 26:43.

## Досягнення
Чемпіонат Франції з регбі:
- Чемпіон: 1990
- Фіналіст: 1987

Турнір п'яти націй:
- Великий Шолом: 1987
- Переможець: 1988, 1989, 1993

Кубок світу з регбі:
- Віце-чемпіон: 1987
- Чверть-фінал: 1991
- Пів-фінал: 1995

## Марка Еден Парк
Франк є засновником марки Еден Парк (одяг для регбі та активного відпочинку). Компанія була заснована в 1987 році, а її назва бере свій початок з назви стадіону в Новій Зеландії. В тому ж році, збірна Франції з регбі програла фінальний матч.